# La Tortura
La Tortura – piosenka Shakiry promująca album Fijación Oral Vol. 1. Wykonała ją wraz z hiszpańskim piosenkarzem Alejandro Sanzem.

## Lista utworów
- Maxi CD

1. "La Tortura" [Album version] - 3:22
2. "La Tortura" [Shaketon Remix] - 3:12
3. "La Pared" [Acoustic Version] - 2:39

## Listy przebojów
| Lista przebojów (2005)        | Najwyższa pozycja |
| ----------------------------- | ----------------- |
| Billboard Hot 100             | 23                |
| Billboard Hot Latin Tracks    | 1                 |
| Billboard Pop 100             | 27                |
| Billboard Hot Dance Airplay   | 21                |
| Billboard Hot Ringtones       | 9                 |
| Argentina Top 40 Singles      | 1                 |
| Austria Top 75 Singles        | 3                 |
| Belgium Top 50 Singles        | 8                 |
| Brazil Top 100 Singles        | 21                |
| Canada Top 50 Singles         | 21                |
| Chile Top 20 Singles          | 1                 |
| Denmark Top 20 Singles        | 7                 |
| France Top 100 Singles        | 7                 |
| Finland Top 20 Singles        | 6                 |
| Germany Top 100 Singles       | 4                 |
| Greece IFPI Top 50 Singles    | 4                 |
| Hungary Hungary Airplay Chart | 1                 |

| Lista przebojów (2005)                  | Najwyższa pozycja |
| --------------------------------------- | ----------------- |
| Ibero-America Top 100                   | 1                 |
| Italy Top 50 Singles                    | 3                 |
| Latin America Top 40                    | 1                 |
| Mexican Top 100 Singles Chart           | 1                 |
| Netherlands Top 40 Singles              | 3                 |
| Norway Top 20 Singles                   | 11                |
| Portugal Top 20 Singles                 | 1                 |
| Romania Top 100 Singles                 | 1                 |
| Russia Top 100 Airplay                  | 2                 |
| Spain Los 40 Principales Top 40 Singles | 1                 |
| Sweden Top 40 Singles                   | 6                 |
| Switzerland Top 100 Singles             | 2                 |
| Taiwan Top 10 Singles                   | 6                 |
| Tokyo Hot 100 (Japonia)                 | 28                |
| Eurochart Hot 100 Singles               | 2                 |
| UK Singles Chart                        | 34                |
| United World Chart                      | 2                 |